# Long interspersed nuclear element

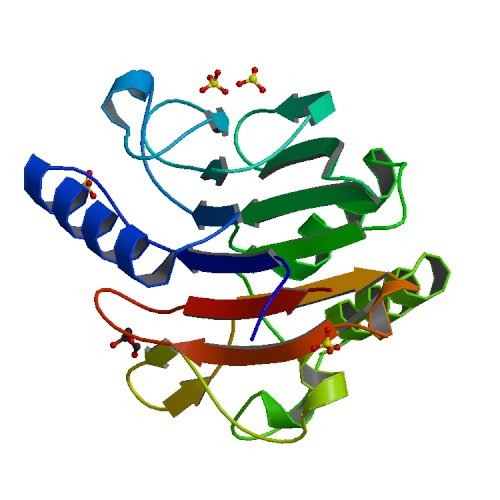
Menselijk LINE-1 retrotransposon

Een  long interspersed nuclear element (LINE) (lang verspreid kernelement) is een 6 - 7 kbp lang, vaak herhaald (repeat) en relatief vrij verspreid voorkomende DNA-sequentie in een genoom. De eerste beschrijving van een ongeveer 6,4 kb lange LINE werd in 1980 door J. Adams et al. gepubliceerd.
Een LINE bestaat uit een interne promotor voor het RNA-polymerase II, een 5' niet transcripteerbaar gebied en twee open leesramen. LINE's zijn springende genen, die een ribonucleïnezuur (RNA) als tussenstap gebruiken (retro-element) en geen long terminal repeat (lang eindstandige herhaling) bevatten. Ze vermeerderen zich door retrotranspositie, waarbij eerst een RNA-transcriptie gemaakt wordt, waarvan vervolgens met het enzym reverse-transcriptase weer DNA gemaakt wordt. De twee open leesramen geven twee eiwitten: een voor de binding en transport van RNA en één met een activiteit voor een reverse transcriptase en een endonuclease.
De interne promotor zorgt ervoor dat het RNA-polymerase II uit zich zelf de transcriptie uitvoert. De endonuclease knipt op een bepaalde sequentie het DNA door (vaak is dit een oligo(dT). dT=desoxythymidine) en zorgt zo voor een vrij 3'-OH, dat weer als primer voor de reverse transcriptie dient. Aan dit oligo(dT) maakt zich een oligo(A)-staart (functie van de poly(A)-staart) vast, waarmee het LINE-mRNA als matrijs kan dienen. Het gevormde cDNA wordt in het genoom opgenomen. Vaak loopt de reverse transcriptase niet door tot het 5'-eind van de LINE-matrijs, waardoor maar een kleiner deel van de LINE in het genoom nog als springend gen kan werken.

## Voorkomen
LINE's komen vooral voor in AT-rijke (adenine,thymine) gebieden van het heterochromatine. De betreffende G-banden kunnen zichtbaar gemaakt worden door een Giemsa-kleuring van de metafase chromosomen. Heterochromatine gebieden rijk aan adenine en thymine geven donkere banden op het chomosoom bij Giemsa-kleuring. Het menselijke genoom bestaat uit iets meer dan 20 % LINE's, waarvan de meeste bestaan uit LINE-1, LINE-2 en LINE-3.

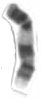
G-banden bij het menselijke chromosoom 9

## Indeling van LINE's
Op grond van structuurkenmerken en de fylogenie van het sleutelenzym, het reverse-transcriptase, worden de LINE's  in vijf hoofdgroepen ingedeeld. Deze zijn: L1, RTE, R2, I en Jockey, die op hun beurt weer onderverdeeld kunnen worden in ten minste 28 clades.

## Regulering van de werking van LINE
Gastheercellen reguleren het verplaatsen van de springende LINE's door bijvoorbeeld epigenetische silencing (remming). Het RNA-interferentie (RNAi) mechanisme van small interfering RNA's afkomstig van LINE1 kan het verplaatsen van de LINE1-sequentie onderdrukken.
Bij planten kan epigenetische verandering van LINE's de expressie van in de buurt liggende genen veranderen en zelfs het fenotype veranderen. Zo is bij de oliepalm in de weefselkweek door methylering van een Karma-type LINE de somaklonale 'mantled' variëteit met een sterke verlaging van de opbrengst ontstaan. Somaklonale variatie is een fenotypische afwijking, die tijdens de weefselkweek ontstaat.